# 利亚斯
利亚斯（法語：Lias，法語發音：[ljas]）是法国热尔省的一个市镇，属于欧什区。

## 地理
利亚斯（43°33'45"N, 1°8'6"E）面积10.67 平方千米，位于法国奧克西塔尼大區热尔省，该省份为法国西南部内陆省份，北起顺时针与洛特-加龙省、塔恩-加龙省、上加龙省、上比利牛斯省、大西洋比利牛斯省和朗德省接壤。
与利亚斯接壤的市镇（或旧市镇、城区）包括：利勒茹尔丹、奥索内尔河畔邦雷波、丰特尼耶、欧拉代、皮若德朗。

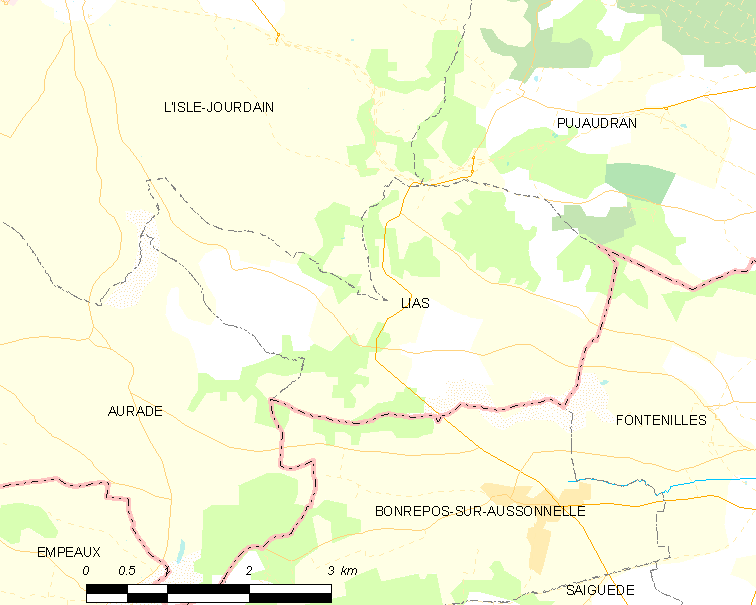
利亚斯的OSM定位图

利亚斯的时区为UTC+01:00、UTC+02:00（夏令时）。

## 行政
利亚斯的邮政编码为32600，INSEE市镇编码为32210。

## 政治
利亚斯所属的省级选区为利勒茹尔丹县。

## 人口

1962-2008年间利亚斯人口变化图示

利亚斯于2022年1月1日时的人口数量为778人。